# مجمع رجب عكاشة
مجمع رجب عكاشة هو حلبة مغلقة تقع في طرابلس - ليبيا، ويستخدم للرياضات الداخلية مثل الكرة الطائرة وكرة السلة، وقد سُمِي تخليدًا لذكرى رجب عكاشة.